# Думай и богатей
Думай и богатей (англ. Think and Grow Rich) — книга американского писателя, журналиста и психолога Наполеона Хилла. Впервые была опубликована в 1937 году. Хотя название подразумевает, что эта книга рассказывает только о том, как стать богатым, автор поясняет, что излагаемая в ней философия может быть использована, чтобы помочь людям добиться успеха по всем направлениям. Например, спортивный обозреватель Джим Мюррей писал, что эта книга помогла Кену Нортону выиграть бой у Мохаммеда Али в 1973 году. Впервые была опубликована во время Великой депрессии. При жизни автора, до 1970 года, было продано более 20 миллионов копий книги. Занимает шестое место в списке бизнес-бестселлеров журнала BusinessWeek, также включена в список Джона Максвелла A Lifetime «Must Read» Books List.

## История создания книги
Ещё учась в университете и подрабатывая репортером, Хилл стал собирать материал о карьере знаменитых людей. В 1908 году он встретил Эндрю Карнеги, который предложил ему взять интервью у 500 преуспевающих американцев и вывести универсальную формулу успеха. В 1928 году, ровно через двадцать лет после разговора с Карнеги, Хилл опубликовал первую книгу — версию своей философии личного успеха.

## Содержание
Текст книги «Думай и богатей» базируется на более ранней работе Хилла Закон успеха и является результатом более чем двадцати лет исследований, основанных на его тесном сотрудничестве с большим количеством людей, которые преуспели в жизни. Хилл изучил характеристики этих людей и разработал 13 «законов», способных привести к достижению успеха.
В книге утверждается, что желание, вера и настойчивость могут позволить человеку добиться в жизни больших результатов, если при этом удастся подавить негативные мысли и сосредоточиться на долгосрочных целях.
13 «шагов», перечисленных в книге:
1. Желание или цель
2. Вера
3. Самовнушение
4. Специальные знания
5. Воображение
6. Организованное планирование
7. Решительность
8. Настойчивость
9. Сила «мозгового штурма»
10. Трансформирование сексуальных желаний
11. Сила подсознания
12. Мозг
13. Шестое чувство

## Издания
Первое издание «Думай и богатей» было выпущено в марте 1937 года. Несмотря на ограниченную рекламную кампанию, первоначальный тираж в размере 5000 экземпляров был продан в течение шести недель по цене 2,5 доллара за книгу. После этого в продажу поступил второй тираж, который также был продан за шесть недель.
В 1965 году книга была переиздана издательством Fawcett Publications.
В 2004 году пересмотренный вариант текста был опубликован под названием Think and Grow Rich: The 21st-Century Edition: Revised and Updated. В этой версии редактор Билл Хартли представляет современные примеры принципов Хилла в сочетании с редакционными комментариями.
В том же 2004 году Росс Корнуэлл опубликовал книгу в своей оригинальной версии под названием Think and Grow Rich!: The Original Version, Restored and Revised, восстановив первоначальное содержание с небольшими изменениями.